# فرنسیس استرنهیگن
فرنسیس هاسی استرنهیگن (انگلیسی: Frances Hussey Sternhagen؛ زادهٔ ۱۳ ژانویهٔ ۱۹۳۰ – درگذشتهٔ ۲۷ نوامبر ۲۰۲۳) یک هنرپیشه اهل ایالات متحده آمریکا بود.

## گزیده فیلم‌شناسی
از فیلم‌ها یا برنامه‌های تلویزیونی که وی در آن نقش داشته‌است می‌توان به آثار زیر اشاره کرد.
| سال  | عنوان                  | نقش                | توضیحات                                      |
| ---- | ---------------------- | ------------------ | -------------------------------------------- |
| ۱۹۷۱ | بیمارستان              | Mrs. Cushing       |                                              |
| ۱۹۷۸ | کلاه شاپو              | Miss Balfour       |                                              |
| ۱۹۷۹ | شروع دوباره            | Marva Potter       | چراغ‌های روشن، شهر بزرگ                       |
| ۱۹۸۱ | خارج از محدوده         | Dr. Marian Lazarus | جایزه ساترن بهترین بازیگر نقش مکمل زن        |
| ۱۹۸۳ | روز استقلال            | Carla Taylor       |                                              |
| ۱۹۸۷ | چراغ‌های روشن، شهر بزرگ |                    |                                              |
| ۱۹۸۹ | صبح تو را می‌بینم       |                    |                                              |
| ۱۹۹۰ | رقابت خواهر و برادر    |                    |                                              |
| ۱۹۹۰ | میزری                  | Virginia           | نامزدی—جایزه ساترن بهترین بازیگر نقش مکمل زن |
| ۱۹۹۱ | دکتر هالیوود           |                    |                                              |
| ۲۰۰۲ | بزرگراه                | Mrs. Murray        |                                              |
| ۲۰۰۲ | پروژه لارامی           |                    |                                              |
| ۲۰۰۷ | مه                     | Irene Reppler      |                                              |
| ۲۰۰۹ | جولی و جولیا           | Irma Rombauer      |                                              |
| ۲۰۱۱ | داستان دلفین           | Gloria Forrest     |                                              |
| ۲۰۱۴ | این نیز بگذرد          | Gloria Forrest     |                                              |

| سال       | عنوان              | نقش                  | توضیحات |  |
| --------- | ------------------ | -------------------- | --- |  |
| ۱۹۸۶–۱۹۹۳ | چیرز               | Esther Clavin        | ۷ قسمت نامزدی—جایزه امی ساعات پربیننده بازیگر زن مهمان در مجموعه تلویزیونی کمدی نامزدی—جایزه امی ساعات پربیننده برای بهترین بازیگر مکمل زن در مجموعه تلویزیونی کمدی |  |
| ۱۹۹۱      | نظم و قانون        | Margaret Langdon     | Episode: "The Serpent's Tooth" |  |
| ۱۹۹۷      | نظم و قانون        | Estelle Muller       | Episode: "Legacy" |  |
| ۱۹۹۷–۲۰۰۳ | بخش فوریت‌های پزشکی | Millicent Carter     | ۱۹ قسمت |  |
| ۲۰۰۰–۲۰۰۲ | سکس و سیتی         | Bunny MacDougal      | ۱۰ قسمت نامزدی—جایزه امی ساعات پربیننده بازیگر زن مهمان در مجموعه تلویزیونی کمدی                                                                                    |  |
| ۲۰۰۲      | سیمپسون‌ها          | Mrs. Bellamy (voice) | Episode: "The Frying Game" |  |
| ۲۰۰۴      | بکر                | Naomi                | Episode: "Subway Story" |  |